# Rolando García (Fußballspieler, 1942)
Rolando Moisés García Jiménez (* 15. Dezember 1942 in Santiago) ist ein ehemaliger chilenischer Fußballspieler und -trainer. Der Linksverteidiger spielte für Chile bei der Fußball-Weltmeisterschaft 1974 in Deutschland.

## Vereinskarriere
Rolando García gab sein Debüt bei Ferrobádminton und spielte dort von 1964 bis 1967. Danach wechselte er zu Deportes Concepción, wo er einen Großteil seiner Karriere verbrachte. Nur 1974 und 1975 spielte er beim CSD Colo-Colo, mit dem er die Copa Chile 1974 gewann. 1980 beendete García seine Karriere bei Concepción.

## Nationalmannschaftskarriere
Rolando García gab sein Debüt für Chile im Juli 1971 beim Freundschaftsspiel gegen Paraguay. Nach weiteren Freundschaftsspielen und Freundschaftspokalen wurde er von Trainer Luis Álamos für die Weltmeisterschaft 1974 nominiert. Rolando García bestritt alle drei WM-Spiele über die volle Spielzeit, allerdings schied La Roja, wie die Nationalmannschaft Chiles auch genannt wird, nach zwei Unentschieden und einer Niederlage als Gruppendritter aus. Das letzte Länderspiel bestritt García bei der 1:3-Niederlage in der Copa Juan Pinto Durán 1975 gegen Uruguay.

## Trainerkarriere
Rolando García begann seine Trainerkarriere bei Deportes Concepción und coachte danach weitere Teams in Chile. Den Aufstieg in die Primera División schaffte er mit Deportes Valdivia 1987, mit Unión San Felipe 1988 und mit dem CD Huachipato 1994.

## Erfolge
Ferrobádminton
- Chilenischer Zweitligameister: 1965

Colo-Colo
- Chilenischer Pokalsieger: 1974